# Antoni Opolski (astronom)
Antoni Opolski (ur. 11 czerwca 1913 w Rozwadowie, zm. 17 marca 2014 we Wrocławiu) – polski astronom, specjalizujący się w astrofizyce.

## Życiorys i kariera naukowa
Antoni Opolski urodził się 11 czerwca 1913  w Rozwadowie koło Mikołajowa, w powiecie Żydaczów w Galicji Wschodniej. We wrześniu 1919 rozpoczął naukę w 4-klasowej szkole we Lwowie. Od stycznia 1923 uczył się w szkole powszechnej w Buczaczu (woj. tarnopolskie), a we wrześniu 1923  rozpoczął naukę w 8-klasowym gimnazjum humanistycznym w Buczaczu. W maju 1931 zdał maturę, a we wrześniu tego roku rozpoczął studia astronomiczne na Wydziale Matematyczno-Przyrodniczym Uniwersytecie Jana Kazimierza (UJK) we Lwowie. W 1935 przedstawił pracę magisterską pt. „Oceny gwiazdy X Centauri i 19 nowych gwiazd zmiennych dokonane na płytach z Johannesburga”. Po zdaniu egzaminu końcowego Rada Wydziału Matematyczno-Przyrodniczego UJK nadała mu stopień magistra filozofii jako dowód zakończenia wyższych studiów w zakresie astronomii.
W latach 1935–1936 odbywał służbę wojskową w Szkole Podchorążych Rezerwy Artylerii i uzyskał patent oficerski na podporucznika. Powrócił do Instytutu Astronomicznego UJK i rozpoczął pracę najpierw jako asystent młodszy, a potem jako asystent starszy.
28 października 1937 ożenił się z Heleną Sadowską. 
W latach 1937–1939 przygotowywał rozprawę doktorską pt. „Niebieska, żółta i czerwona fotometria RT Aur i AW Per oraz gwiazd sąsiednich” pod kierownictwem naukowym prof. Eugeniusza Rybki, ówczesnego dyrektora Obserwatorium UJK we Lwowie. Opolski uzyskał stopień doktora filozofii w zakresie astronomii 20 czerwca 1939. Jeszcze w czerwcu rozpoczął ćwiczenia wojskowe, które zakończyły się 19 sierpnia. Wkrótce ogłoszono mobilizację i 30 sierpnia zgłosił się do swego pułku, 6 Pułku Artylerii Ciężkiej we Lwowie. Jako podporucznik został przydzielony do organizacji baterii artylerii ciężkiej 6 PAC pod Lwowem. Wraz z baterią udał się transportem kolejowym w stronę Warszawy. Transport został zbombardowany przez lotnictwo niemieckie i zmusił baterię do powrotu transportem konnym na południe. Otoczony przez Niemców dostał się do niewoli. Początkowo A. Opolski przebywał w obozach przejściowych w Tarnowie i Krakowie, a później kolejno w obozach jenieckich dla oficerów: Oflagu IIB Arnswalde (Choszczno), Oflagu IID Gross-Born (Borne Sulinowo) i Oflagu XC pod Lubeką. Większość jeńców to byli ludzie młodzi, wykształceni, o różnych zainteresowaniach. A. Opolski wygłosił dla nich kilka wykładów z astronomii. Dla grupy nauczycieli geografii przeprowadził na ich prośbę cały kurs z podstaw astronomii. Nie miał żadnych podręczników, więc wykłady wygłaszał na podstawie przygotowywanych z pamięci notatek robionych na luźnych karteczkach. Jeszcze w oflagu przepisał te notatki do zakupionego w obozowym sklepiku zeszytu i w ten sposób przygotował materiał na podręcznik z podstaw astronomii dla geografów. Pierwsze wydanie podręcznika, który zatytułował „Astronomiczne podstawy geografii”, ukazało się już w 1948 (kolejne w latach 1953, 1964, 1966). W 1948 wydano też „Atlas astronomiczny”, którego projekt Opolski stworzył także w oflagu.
W 1945 uwolniony został z obozu przez oddziały brytyjskie. Dzięki aktywności Polskiej Misji Repatriacyjnej w grudniu znalazł się w Polsce. Dołączył do grona przesiedleńców, którzy musieli opuścić dawne tereny wschodniej Polski należące do Ukraińskiej Republiki Radzieckiej. Wraz z żoną i synem, którzy przyjechali do Polski razem z grupą pracowników Uniwersytetu Lwowskiego przesiedlanych na zachód Polski, dostał się do Wrocławia. Tam spotkał prof. Eugeniusza Rybkę, który objął we Wrocławiu kierownictwo opuszczonego niemieckiego obserwatorium astronomicznego. Zgłosił się do prof. Rybki i już 15 grudnia został adiunktem Obserwatorium Astronomicznego Uniwersytetu i Politechniki we Wrocławiu (późniejszego Instytutu Astronomicznego Uniwersytetu Wrocławskiego). W Instytucie Astronomicznym UWr pracował do emerytury, na którą przeszedł w 1983.
W 1948 wziął udział kongresie Międzynarodowej Unii Astronomicznej (MUA) w Zurychu, a w 1958 w kongresie MUA w Moskwie. W latach 1949–1950, dzięki stypendium z funduszy UNESCO przyznanemu przez 38. Komisję Międzynarodowej Unii Astronomicznej, przebywał w Obserwatorium Sztokholmskim Saltsjöbaden, gdzie napisał cztery prace i przygotował piątą. Jedną z tych prac „O nieciągłościach w rozkładzie mas i zawartości wodoru na wykresie Hertzsprunga-Russela” przedstawił jako rozprawę habilitacyjną. Po habilitacji w 1951, jako docent astronomii, pozostawał na etacie adiunkta. W grudniu 1954 dostał nominację na profesora nadzwyczajnego, a w 1964 na profesora zwyczajnego. W 1959 pracował przez miesiąc w Obserwatorium Astronomicznym w Utrechcie. W 1962 przez trzy miesiące prowadził obserwacje w Obserwatorium Saute oraz pracował w Instytucie Astronomicznym w Paryżu.
Na Uniwersytecie Wrocławskim pełnił szereg funkcji: prodziekana i dziekana Wydziału Matematyczno-Fizycznego (1955–1956), prorektora (1968–1972), dyrektora Instytutu Astronomicznego (1972–1978), zastępcy dyrektora Instytutu Astronomicznego (1978–1981). W Instytucie Astronomicznym był kierownikiem Katedry Astrofizyki (1956), kierownikiem Katedry Astrofizyki Obserwacyjnej (1957), Kierownikiem Zakładu Astrofizyki (1975–1983). Jego główne zainteresowania naukowe to fotometria gwiazd zmiennych, był twórcą wrocławskiej szkoły badania gwiazd pulsujących. W latach 1956–1976 był wykładowcą i profesorem w Wyższej Szkole Pedagogicznej w Opolu, a w okresie 1959–1961 był rektorem tej uczelni. Przyczynił się do powstania na opolskiej uczelni pracowni spektroskopii plazmy, inicjując tam badania z zakresu spektroskopii atomowej. We Wrocławiu i w Opolu wychował wiele pokoleń studentów, wypromował w sumie jedenastu doktorów. Był autorem kilkudziesięciu prac naukowych, kilku książek, wielu prac popularnonaukowych.
Był także: członkiem Związku Nauczycielstwa Polskiego (od 1946), członkiem Rady Naukowej Zakładu Astronomii PAN (1957–1962), profesorem nadzwyczajnym w Zakładzie Astronomii PAN, członkiem Komisji 27. Międzynarodowej Unii Astronomicznej (od 1948), członkiem Polskiego Towarzystwa Astronomicznego (od 1939, a od 2003 jego członkiem honorowym), sekretarzem Polskiego Towarzystwa Astronomicznego (1948), prezesem Polskiego Towarzystwa Astronomicznego (1959–1963), członkiem Wrocławskiego Towarzystwa Naukowego (od 1956), sekretarzem wydz. IV Wrocławskiego Towarzystwa Naukowego (1957–1959), członkiem Grupy Rzeczoznawców Astronomii Rady Głównej (od 1961), członkiem Komitetu Spektroskopii PAN, członkiem (także zastępcą przewodniczącego) Rady Naukowej Centrum Badań Kosmicznych PAN, członkiem Sekcji V Centralnej Komisji Kwalifikacyjnej.
Od chwili przejścia na emeryturę do ostatniego roku życia Antoni Opolski wykazywał niezwykłą aktywność i zainteresowanie tematyką astronomiczną. Szczególnie chętnie podążał śladami myśli Mikołaja Kopernika, czerpiąc z dzieł Kopernika inspiracje do własnej pracy. W ostatnich latach zajął się analizą ruchów planet Układu Słonecznego. Pracę nad pętlami planet rozpoczął w 98. roku swego życia i przez ponad rok tworzył opisy oraz obliczenia, rysunki i tabele dotyczące wszystkich planet. W 2012 roku powstał szczegółowy materiał dotyczący planety Jowisz, „Pętle Jowisza”, który ukazał się drukiem w „Uranii-Postępach Astronomii w 2013 – roku jego setnych urodzin.
Zmarł 17 marca 2014 we Wrocławiu. 22 marca 2014 spoczął na Cmentarzu Grabiszyńskim we Wrocławiu.

## Wybrane publikacje
- Astronomiczne podstawy geografii, wyd. Książnica – Atlas, 1948
- Atlas astronomiczny, wyd. Państwowe Zakłady Wydawnictw Szkolnych, 1948
- Ziemia jako zegar astronomiczny, Czytelnik, 1948.
- Gwiazdy, Państwowe Zakłady Wydawnictw Szkolnych, 1948.
- Zegary słoneczne, Czytelnik, 1949.
- Polska terminologia astronomiczna, cz.I i II, Wydawnictwo Uniwersytetu Wrocławskiego, 1979.
- Wstęp do astrofizyki, wyd. UWr, Wrocław 1995.

## Odznaczenia
- Krzyż Kawalerski Orderu Odrodzenia Polski
- Medal Komisji Edukacji Narodowej
- Złoty Medal Uniwersytetu Wrocławskiego
- Odznaka Budowniczego Miasta Wrocławia[7]